# Otto von Guericke

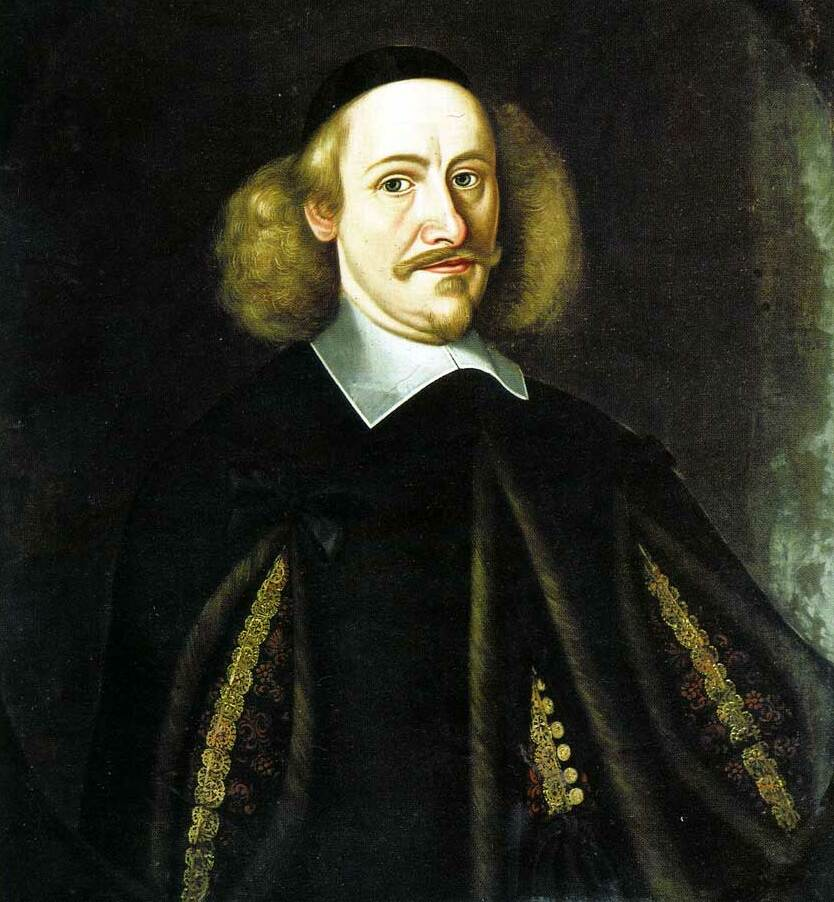
Otto von Guericke

Otto von Guericke (inițial scris Gericke, pronunțat ɡe ː ʁɪkə) (n. 20/30 noiembrie 1602, Magdeburg, Sfântul Imperiu Roman – d. 11/21 mai 1686, Hamburg, Sfântul Imperiu Roman) a fost un om de știință, inventator și om politic german. Principala lui realizare științifică a fost crearea fizicii vidului. Otto von Guericke a fost primar al orașului său natal, Magdeburg, în perioada 1646 - 1676. 
1. 1 2 3  Autoritatea BnF, accesat în 10 octombrie 2015
2. 1 2  Герике Отто фон, Marea Enciclopedie Sovietică (1969–1978)[*]
3. ↑  „Otto von Guericke”, Gemeinsame Normdatei, accesat în 10 decembrie 2014
4. ↑  „Otto von Guericke”, Gemeinsame Normdatei, accesat în 30 decembrie 2014
5. ↑  „Otto von Guericke”, Gemeinsame Normdatei, accesat în 2 aprilie 2015